# 彼女の隣人/レインボー・イン・マイ・ソウル
「彼女の隣人/レインボー・イン・マイ・ソウル」（かのじょのりんじん/レインボー・イン・マイ・ソウル）は、佐野元春37作目のシングル。1992年11月21日に、Epic/Sony Records / M's Factoryから発売された。

## 概要
両A面シングルとして発売された。

### 彼女の隣人
9thアルバム『The Circle』の先行シングルで、ローソンのCMソングに使われた。
佐野は、この楽曲に関して「彼女とは、僕の妹のことだ。隣人とはつまり彼女の隣にいる人、そばにいる人、つまり僕のことを示している」と解説し「当時、僕たちは父親を亡くしたところだった。妹は父親がとても好きだったので、深く傷つき悲しんでいた。僕はそんな彼女を励ますためにこの歌を作った」と語っている。

### レインボー・イン・マイ・ソウル
8thアルバム『Sweet16』のシングルカット。前作『Time Out!』に収録される予定だったが、佐野いわく「モチーフは既に決まったものの、テンポと言葉が見つからなかった」といい、収録は見送られたという。その間、マルチテープにはおよそ70テイクほど残されているという。
ジーン・チャンドラーの「レインボー」にインスパイアされた楽曲で、1991年10月に佐野の父親が亡くなり、どんな曲を書いたらいいか考えた際、自己憐憫と自己愛に陥らないことを意識していたという。

## 収録曲
- 全作詞・作曲・編曲：佐野元春

1. 彼女の隣人
  - 『ローソン』CMソング
2. レインボー・イン・マイ・ソウル